# Kreki
Kreki (niem. Kröken) – osada w Polsce położona w województwie warmińsko-mazurskim, w powiecie ostródzkim, w gminie Małdyty.
W latach 1975–1998 miejscowość administracyjnie należała do województwa olsztyńskiego.
Wieś wzmiankowana w dokumentach z roku 1315, jako wieś pruska na 10 włókach. Pierwotna nazwa Grekin najprawdopodobniej wywodzi się od imienia Prusa – Kreka. W roku 1782 we wsi odnotowano trzy domy (dymy), natomiast w 1858 w trzech gospodarstwach domowych było 56 mieszkańców. W latach 1937–1939 było 72 mieszkańców. W roku 1973 jako majątek Kreki należały do powiatu morąskiego, gmina Małdyty, poczta Połowite.